# Kampen om den røde ko
Kampen om den røde ko er en dansk komediefilm fra 1987, skrevet og instrueret af Jarl Friis-Mikkelsen og Ole Stephensen.
Den omhandler en bonde, som sætter penge på at en hest skal vinde på væddeløbsbanen. Han har en rød ko, som skal motivere hesten til at løbe hurtigst.
Filmen er en parodi på danske lystspilfilm, specielt Morten Korch. Filmen bryder flere gange "den fjerde væg" (altså illusionen om, at publikum er tilskuere til faktiske begivenheder).

## Medvirkende
- Jarl Friis-Mikkelsen
- Ole Stephensen
- Axel Strøbye
- Mari-Anne Jespersen
- Anne Herdorff
- Poul Bundgaard
- Morten Eisner
- Preben Kristensen
- Jacob Haugaard
- Hanne Borchsenius
- Margrethe Koytu
- Jens Okking
- Claus Nissen
- Thomas Eje
- Lisbet Dahl
- Claus Ryskjær
- Preben Lerdorff Rye
- Ulf Pilgaard
- Regner Grasten
- Ellen Winther Lembourn
- Per Tofte Nielsen
- Rita Block